# Tempursari (Sapuran)
Tempursari is een bestuurslaag in het regentschap Wonosobo van de provincie Midden-Java, Indonesië. Tempursari telt 2963 inwoners (volkstelling 2010).